# Guildpact
Guildpact: jest to rozszerzenie gry Magic: The Gathering. Dodatek ten jest drugim z kolei w bloku Ravnicy i składa się ze 165 kart. Premiera miała miejsce 3 lutego 2006 roku.

## Gildie
Dodatek ten wprowadza następujące gildie, które tak jak w całym bloku, składają się jedynie z kart w dwóch, określonych kolorach.
- The Izzet League (czerwono/niebieska): gildię tę stanowią najróżniejszej klasy czarnoksiężnicy oraz szaleni naukowcy, których zadaniem jest by magia oraz technologia utrzymująca miasto Ravnica działała bez zakłóceń. Przeprowadzane przez nich eksperymenty magiczne często mają nieprzewidywalne, wybuchowe skutki.
- The Orzhov Syndicate (czarno/biała): tworzą ją przedstawiciele szarej strefy oraz półświatka Ravnicy. Jej struktura organizacyjna przypomina mafię. U władzy od niepamiętnych czasów stoją Duchy Patriarchów oraz Matriarchiń, którzy wspólnie decydują o sprawach gildii.
- The Gruul Clans (zielono/czerwona): stanowią ją luźno ze sobą powiązane klany. Członków gildii łączy jedynie chęć walki z cywilizacją, oraz deklaracja „Powrotu do natury”. Niektórzy natomiast po prostu lubują się w walce i niszczeniu.

## Nowe mechaniki
- Haunt – zdolność gildii Orzhov.
- Replicate – zdolność gildii Izzet.
- Bloodthirst – zdolność gildii Gruul.

Dodatek ten wprowadził do gry pięć kart „enchantment"(pol. Urok) których cechą szczególną jest to, iż mogą wpłynąć na zasady gry. Wszystkie zawierają w nazwie wyraz Leyline.
Ich działanie opiera się na możliwości rozpoczęcia gry z nimi na stole, o ile mamy je na ręce na początku rozgrywki. W takim wypadku możemy pokazać dany Leyline przeciwnikowi i położyć do gry bez płacenia kosztu. Czar ten nie może być skontrowany.